# Tanzbär (Band)
Tanzbär war eine Folkband aus Mannheim, die von 1975 bis 1979 bestand.

## Geschichte
Die Band wurde 1975 in Mannheim gegründet. Gründungsmitglieder waren der Musiker und Instrumentenbauer Ernst Käshammer, seine Frau Marie-Rose sowie vier Studenten der PH Heidelberg, Rosita Konradi, Ursula Renner, Hans-Dieter Schotsch und Alfred Schwind. Bereits ab 1974 hatten das Ehepaar Käshammer sowie Schotsch und Renner mögliche Liedtexte in alten Veröffentlichungen gesichtet. Die ersten Auftritte hatte die Band in der Mannheimer Fußgängerzone. Tanzbär war damals neben Ougenweide die einzige Folk-Band in der Bundesrepublik Deutschland, die mittelhochdeutsche Texte vertonte. Das Spektrum umfasste jedoch auch neuere Lieder und Instrumentaltitel, darunter Volkslieder wie Mariechen saß weinend im Garten. Alle Stücke waren Eigenkompositionen; häufig wurden Kirchentonarten verwendet. Alle Mitglieder sangen solistisch oder im mehrstimmigen Satzgesang. Die umfangreiche Instrumentierung reichte von traditionellen Musikinstrumenten, die Ernst Käshammer selbst gebaut hatte, bis zu typischen Instrumenten der Rockmusik.
1977 erschien das Debütalbum Tanzbär bei dem Label Nature der Hamburger Plattenfirma Metronome. Das Album wurde besonders aufwändig produziert, da sich die Plattenfirma einen erfolgreichen Einstieg in das Geschäft mit Folkmusik erhoffte. Einige der Titel dienen seither wegen der aufwändigen Produktionstechnik als Referenztitel für Hi-Fi-Anlagen. Rosita Konradi und Ursula Renner verließen 1978 die Band, Martina-Maria Müller kam als festes Mitglied hinzu. Tanzbär trat auf zahlreichen Folkfestivals sowie im Fernsehen auf und gab viele Konzerte. Im Frühjahr 1979 erschien das zweite Album, Missethaten. Die Plattenfirma hatte ein Coverfoto erstellt, das die wegen der Kälte fast völlig vermummte Band in einem barocken Rahmen zeigte, der von einer Bärentatze gehalten wurde. Außerhalb des Rahmens waren moderne Hochhäuser in Schwarz-weiß abgebildet. Die Band lehnte den Entwurf ab und erstellte ein eigenes Coverfoto, das zwar gewählt wurde, die Plattenfirma beendete jedoch „wegen Unprofessionalität“ die Zusammenarbeit mit der Band. Im Juli 1979 spielte Tanzbär beim Sommerfest von Bundeskanzler Helmut Schmidt in Bonn abwechselnd mit Mike Krüger und einer afrikanischen Trommlergruppe.
Am Ende desselben Jahres löste sich die Band wegen musikalischer Differenzen auf. Ernst Käshammer machte fortan eine Ausbildung zum Geigenbauer und eröffnete später eine eigene Werkstatt. Hans-Dieter Schotsch wurde Lehrer an einer Musikschule und tritt weiterhin als Musiker auf; auch Martina-Maria Müller und Alfred Schwind sind als Musikpädagogen tätig.
2008 wurde das Album Tanzbär als 180 Gramm schwere Schallplatte von der Erlanger Firma Clearaudio wiederveröffentlicht.

## Diskografie
- 1977: Tanzbär (Metronome), wiederveröffentlicht 2008 (Clearaudio)
- 1979: Missethaten (Metronome)